# Seirocastnia schausi
Seirocastnia schausi är en fjärilsart som beskrevs av Edwards 1887. Seirocastnia schausi ingår i släktet Seirocastnia och familjen nattflyn. Inga underarter finns listade.